# Henk Vonhoff

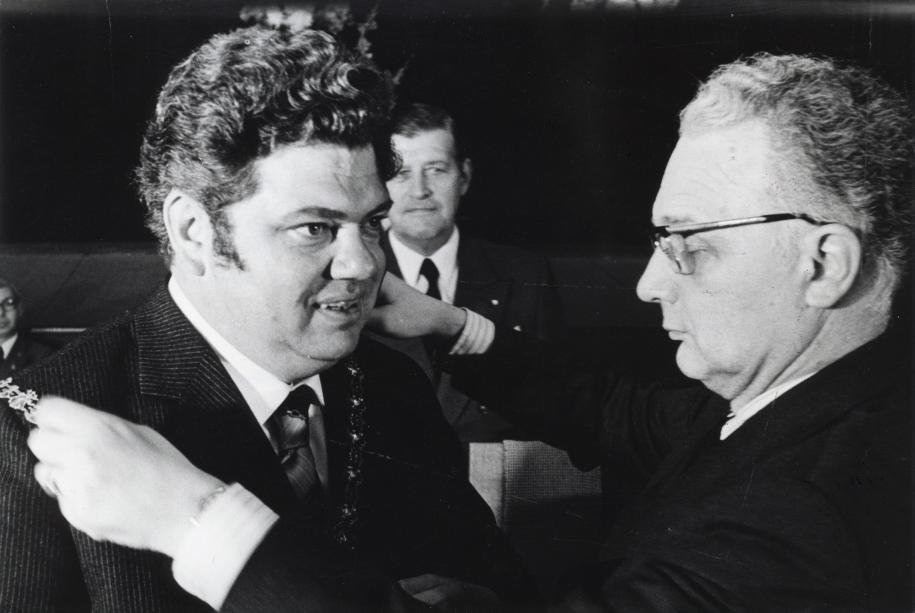
Verleihung der Amtskette: Henk Vonhoff wird neuer Bürgermeister der Stadt Utrecht (August 1974).

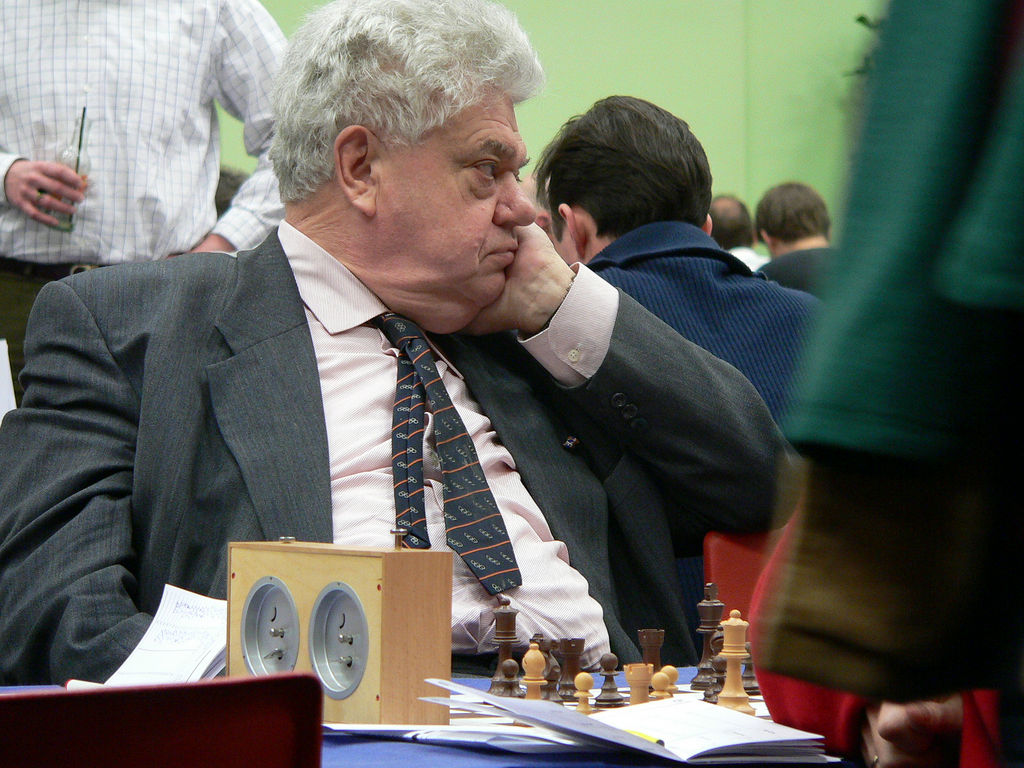
Henk Vonhoff (2005)

Henk Vonhoff (vollständiger Name: Hendrik Johan Lubert Vonhoff; * 23. Juni 1931 in Amsterdam; † 25. Juli 2010 in Hilversum) war ein niederländischer Politiker.

## Leben
Kurz nach Ende des Zweiten Weltkriegs schloss er sich der 1948 gegründeten liberalen Partei VVD an.
Nach zehn Jahren als Lehrer für Geschichte in Amsterdam wurde Vonhoff 1967 in die Zweite Kammer des  niederländischen Parlaments gewählt.  1971 wurde er Staatssekretär für Kultur und Sport. Von 1974 bis 1980 war er Bürgermeister von Utrecht. Anschließend war er bis 1996 Beauftragter der Königin in der Provinz Groningen. 1986 wurde ihm angeboten, Verteidigungsminister im zweiten Kabinett von Ruud Lubbers zu werden. Er lehnte ab, weil Lubbers ihm nicht zusagte, dass sein Nachfolger als Beauftragter der Königin ebenfalls ein VVD-Mitglied sein würde, und gab Groningen den Vorzug.
Von 1985 bis 1989 war Henk Vonhoff Vorsitzender des niederländischen Nationalen Olympischen Komitees.
Vonhoff galt als liberale Institution mit genauer Kenntnis der niederländischen Verfassung und der Geschichte. Bis zu seinem Tod war er eine Autorität in seiner Partei. Vonhoff war Ehrenmitglied der VVD.

## Auszeichnungen
- 1973: Ritter des Ordens vom Niederländischen Löwen
- 1987: Kommandeur des Ordens von Oranien-Nassau
- Ehrensenator der Hochschule Bremen[2]